# Bottesford

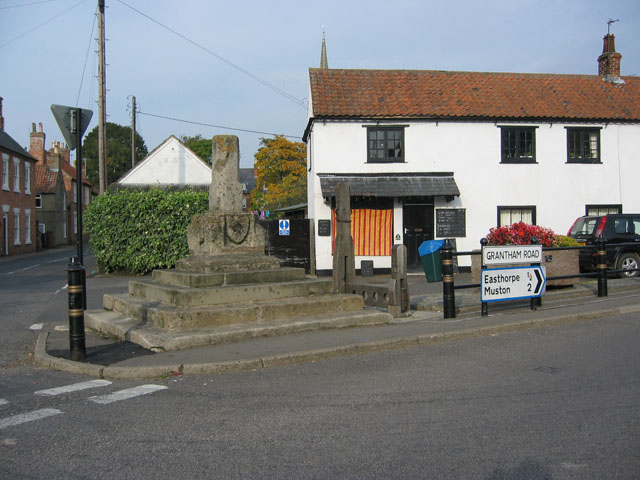
Mercado de Bottesford.

Bottesford es un pueblo perteneciente a Leicestershire, Inglaterra. Se encuentra a unas 20 millas (32 km) al este de Nottingham y 16 millas (26 km) al norte de Melton Mowbray. Es el pueblo más grande del Valle de Belvoir y está cerca de Castillo de Belvoir, que perteneció a los Duques de Rutland.
Su principal monumento es la iglesia medieval de Santa María, que tiene la aguja más alta en Leicestershire, lugar de enterramiento de los duques de Rutland. El escultor renacentista inglés Richard Parker esculpió en 1543 su tumba.
- Datos: Q2603259
- Multimedia: Bottesford, Leicestershire / Q2603259